# HD 153312
HD 153312，又名BD+24 3095，SAO 84726、HR 6307，是一颗恒星，视星等为6.32，位于銀經44.89，銀緯35.04，其B1900.0坐标为赤經16h 53m 33.2s，赤緯+24° 35.04′ 10″。